# Никольский (остров, Ладожское озеро)
Нико́льский (фин. Nikolainsaari) — остров в Ладожском озере, относится к Валаамскому архипелагу. Лежит на восточной стороне входа в бухту Монастырская.
Размер острова — 180 x 220 метров. Остров высокий и лесистый. Посредине острова стоит хорошо приметная с северных направлений белая каменная церковь Николая Чудотворца. Берега острова Никольский, за исключением западного, отмелые; вблизи них имеется множество подводных и надводных камней. К юго-востоку от острова Никольский, между ним и островом Валаам, лежит несколько островов. Соединён мостами с островом Валаам.

## История
В XVIII веке, когда после победы в Северной войне эти земли опять отошли к России, сюда вернулись монахи. С этого времени начинается активное освоение Никольского острова. Иноки привозили сюда почву, и постепенно в окрестностях келий возник уникальный ландшафт.
Устав Валаамского монастыря запрещал ввоз спиртного, табака, оружия. На острове Никольский устроили таможню. Местные монастырские таможенники демонстративно развеивали табак по ветру и выливали в озеро водку, оружие изымали, а пьяных пассажиров сгружали на этот островок для протрезвления. В шутку остров прозвали «остров Пьяный». На следующий день протрезвевших богомольцев доставляли в Центральную усадьбу.
В 1809 году на месте деревянного креста появилась каменная часовня.
В 1849 году был построен келейный корпус с домовой церковью Иоанна Дамаскина (архитектор А. М. Горностаев).
В 1853 году на месте часовни на средства купца Николая Солодовникова по проекту А. М. Горностаева была построена Каменная Никольская церковь.
Монахи занимались рыбной ловлей, развели на крошечном скалистом островке фруктовый сад.
При советской власти монастырь стал приходить в упадок. Роспись и иконостас Никольской церкви были уничтожены. Исчезла чтимая резная икона Святителя Николая в человеческий рост. От кладбища у южной стены сохранились лишь две надгробные плиты.
В советские времена остров был соединён мостками с островом Валаам, которые были построены, чтобы легче было добираться в этот отдалённый скит, где находилась больница для душевнобольных.
В 1983 году начались восстановительные работы, в 1989 году монастырь был возвращён Церкви. Церковь Святителя Николая была освящена 18 августа 1999 года Патриархом Московским и всея Руси Алексием II.